# Парламент Сомалиленда
Парламент Сомалиленда (англ. Parliament of Somaliland) — законодательный орган (парламент) Сомалиленда.

## Состав
Современный парламент состоит из двух палат:
- Верхняя палата — Палата старейшин;
- Нижняя палата — Палата представителей.

## История
В 1990-х годах после образования государства Сомалиленд была введена должность спикера парламента. С августа 2021 года Абдирисак Халиф является спикером Палаты представителей Сомалиленда, Саид Мире Фарах — первым заместителем спикера, а Али Хамуд — вторым заместителем спикера. Спикером Палаты старейшин является Сулейман Мохамуд Адан, избранный в 2004 году.
В мае 2021 года в Сомалиленде впервые за более чем 10 лет прошли парламентские выборы. Мусульманско-демократическая партия «Ваддани» получила большинство голосов на выборах и объединилась с левоцентристской «Партией справедливости и благосостояния», чтобы сформировать правительство большинства.